# 家族療法
家族療法（かぞくりょうほう、family therapy）とは、家族を対象とした心理療法の総称。1950年代より欧米を中心に発展してきた精神療法・心理療法である。

## 理論
家族療法は、様々な治療効果研究の複合体であるが、次第に、一般システム理論の視点が取り入れられるようになった。ほか、ダブルバインド（二重拘束仮説）、サイバネティックス、オートポイエーシスなどの理論からも影響を受けている。
現在では一般システム理論に基づいた（システムズ・アプローチという）家族療法が主流となっている。

### システムズ・アプローチ
システムズアプローチによる家族療法では、家族を、個々の成員が互いに影響を与えあうひとつのシステムとして考える。そのため、家族成員に生じた問題は、単一の原因に起因するものではなく、互いに影響を与え合う中で、問題を維持する原因と結果の悪循環を描いていると考えていく。そこで、問題を抱えた家族成員を、従来のクライエントという呼び方ではなく、家族を代表して問題を表現している人という意味で、IP(Identified Patient；患者と見なされた人)と呼ぶ。

## 諸学派
- コミュニケーション派家族療法 / MRI（Mental Research Insititute）グループ / パロアルトグループ

ドン・ジャクソン（Don Jackson）
リチャード・フィッシュ（Richard Fisch）
ポール・ワツラウィック（Paul Watzlawick）- 1974 Watzlawick, P., Weakland, J. H. & Fisch, R. 1974 Change : principles of problem formation and problem resolution. New York : Norton(ワツラウィックP.・ウィークランドJ.H.・フィッシュR.(著) 長谷川啓三(訳) 1992 変化の原理：問題の形成と解決 東京：法政大学出版局)、1983 The situation is hopeless, but not serious. New York : Norton(長谷川啓三(訳) 1987 希望の心理学：そのパラドキシカルアプローチ 東京：法政大学出版局)
ジョン・ウィークランド（John Weakland）
- 戦略派家族療法 / 戦略的家族療法

ジェイ・ヘイリー（Jay Haley）
クロエ・マダネス（Cloe Madanes）
- ミラノ派家族療法 / システミック派家族療法

セルヴィニー パラツォーリ（Mara Selvini-Palazzoli）
- 精神力動的家族療法

ネーサン・アッカーマン（Nathan Ackerman）
- 多世代派家族療法

マレー・ボーエン（Murray Bowen）
- 構造派家族療法 / 構造的家族療法

サルバドール・ミニューチン（Salvador Minuchin）
英文のニュースレターで、年に2回、カップル・セラピーの研究に関する新しい研究について報告する。

### 日本
- 長谷川啓三
- 岡堂哲雄
- 大熊保彦 - 東京家政大学文学部心理教育学科教授、日本家族心理学会会長。
- 平木典子 - 東京福祉大学大学院臨床心理学専攻教授、統合的心理療法研究所(IPI)所長、1936年満州生まれ
- 団士郎-仕事場DAN、立命館大学大学院応用人間科学研究科教授、1947年京都府生まれ
- 遊佐安一郎 - 長谷川病院リハビリテーション部長兼クリニカルコーディネーター、国際基督教大学非常勤講師）（1947年福島県生まれ）
- 宮田敬一
- 亀口憲治 - 国際医療福祉大学大学院教授、東京大学客員教授、放送大学客員教授、1948年福岡県生まれ
- 後藤 雅博 - 新潟大学医学部保健学科教授）（1949年生まれ）
- 福田俊一 - 淀屋橋心理療法センター所長（1949年生まれ）
- 東豊 - 神戸松蔭女子学院大学文学部心理学科教授（1956年滋賀県生まれ）
- 中釜洋子 - 東京大学大学院教育学研究科臨床心理学コース教授（1957年東京都生まれ）
- 中村伸一 - 中村心理療法研究室室長
- 吉川悟 - システムズアプローチ研究所所長、龍谷大学文学部教授（1958年滋賀県生まれ）
- 若島孔文 - 東北大学大学院教育学研究科臨床心理研究コース准教授 1972年石川県生まれ
- 小川和夫 - 北大阪セラピーラボ代表・所長　(1965年兵庫県生まれ)

## 技法
- リフレーミング技法
- パラドックス技法
- ジョイニング技法

## 資格
- 家族心理士・家族相談士資格認定機構
  - 家族心理士（family psychologist）
  - 家族相談士（family counselor）

### 国内の学会
- 日本家族療法学会
- 日本家族心理学会
- 日本家族カウンセリング協会

### 海外の学会
- 国際家族療法学会（International Family Therapy Association : IFTA）
- アメリカ家族療法アカデミー（American Family Therapy Academy : AFTA）
- ヨーロッパ家族療法学会（European Family Therapy Association : EFTA）
- 国際家族心理学会（International Academy of Family Psychology : IAFP）

### 家族相談士養成機関
- 日本家族カウンセリング協会
- 関西カウンセリングセンター

### 研修機関
- 統合的心理療法研究所 - ウェイバックマシン（2006年5月14日アーカイブ分）
- 心理技術研究所 - ウェイバックマシン（2008年8月20日アーカイブ分）
- ITC家族心理研究センター
- システムズアプローチ研究所 - ウェイバックマシン（2004年4月16日アーカイブ分）
- 京都国際社会福祉センター
- えなカウンセリングルーム - ウェイバックマシン（2001年1月18日アーカイブ分）
- 広島ファミリールーム - ウェイバックマシン（2007年7月8日アーカイブ分）